# Dosilhac
Dosilhac (en francès Douzillac) és un municipi francès situat al departament de la Dordonya i a la regió de la Nova Aquitània.

## Demografia
| 1962                                       | 1968 | 1975 | 1982 | 1990 | 1999 | 2007 |
| ------------------------------------------ | ---- | ---- | ---- | ---- | ---- | ---- |
| 689                                        | 716  | 679  | 604  | 628  | 710  | 794  |
| Des de 1962: població sense dobles comptes |      |      |      |      |      |      |

## Administració
| Període   | Identitat        | Partit |
| --------- | ---------------- | ------ |
| 1945-1959 | Fernand Madillac |        |
| 1959-1977 | Gaston Bariteaud |        |
| 1977-2001 | Arnaud Moreau    |        |
| 2001-     | Alain Auxerre    | PCF    |